# Юрий Лисянски
Юрий Фьодорович Лисянски (на руски: Юрий Фёдорович Лисянский) е руски изследовател и мореплавател от украински произход, офицер (капитан 1-ви ранг).

## Произход и младежки години (1773 – 1803)
Потомък на украинския род Лисянски, роден на 1 (12) април 1773 г. в полковия град Нежин (Хетманска област, днешна Украйна, Черниговска област), в семейството на свещеника на нежинската църква "Св. Йоан Богослов" Федор Герасимович Герасимовски (Лисянски) и съпругата му Фотина Йосипивна (от благородното семейство Якубовски). 

Завършва Морския кадетски корпус и постъпва на служба на фрегатата „Подражислав“. Участва в няколко морски сражения с шведите. От 1791 до 1799 г. служи като доброволец на различни британски кораби и се сражава срещу французите край бреговете на Северна Америка. През 1795 плава от Канада към Малките Антилски о-ви, а след това до пролетта на 1796 пътува в САЩ. През 1797 плава до Индия.

## Околосветска експедиция (1803 – 1806)
През 1803 е назначен за командир на кораба „Нева“ в първата руска околосветска експедиция под командването на Иван Фьодорович Крузенщерн.
От Кронщат корабите „Нева“ и „Надежда“ се отправят на юг. В средата на ноември 1803 за първи път в историята на руския флот корабите пресичат екватора и на 19 февруари 1804 заобикалят нос Хорн и навлизат в Тихия океан, където по предварителна уговорка се разделят. Лисянски се отправя към остров Пасха, където картира крайбрежието на острова, съставя подробно описание на бреговете, природата и климата на острова и събира богат етнографски материал за неговите аборигени. Двата кораба се срещат на Маркизките о-ви, където извършват топографски снимки, а после посещават Хавайските о-ви, където двата кораба отново се разделят, като Крузенщерн се отправя към Камчатка, а Лисянски – към Аляска.
През 1804 – 1805 г., Лисянски, заедно с щурмана Даниил Василиевич Калинин, изследва брега на остров Кодиак, част от архипелага Александър и протока Чатъм, в т.ч. островите Якоби (58°00′ с. ш. 136°25′ з. д. / 58° с. ш. 136.416667° з. д.) и Баранов. Доказва островното положение на остров Чичагов, а щурманът на „Нева“ Даниил Калинин открива остров Крузов (434 кв2, 57°10′ с. ш. 135°45′ з. д. / 57.166667° с. ш. 135.75° з. д.).
С товар от ценни кожи през есента на 1805 напуска Аляска и се отправя към Макао в Китай, като по пътя в северозападната част на Хавайските о-ви, на 15 октомври 1805, на 26°04′ с. ш. 173°58′ з. д. / 26.066667° с. ш. 173.966667° з. д., открива остров Лисянски и рифовете Нева (25°59′ с. ш. 174°00′ з. д. / 25.983333° с. ш. 174° з. д.) и Крузенщерн (22°20′ с. ш. 175°50′ з. д. / 22.333333° с. ш. 175.833333° з. д.).
В Макао Лисянски и Крузенщерн отново се събират и тръгват към дома. Край югоизточните брегове на Африка се разделят в гъстата мъгла и се прибират в Кронщад поотделно: Лисянски на 5 август 1806, а Крузенщерн – на 19 август.
По време на плаването за пръв път са изпълнени мащабни океанографски и метеорологични изследвания в Атлантическия, Тихия и Индийския океан. Положено е началото на дълбоководни изследвания на океаните, събран е богат фактически материал за бита и живота на населението от различните части на света, за стопанството и търговията, много научни данни за климата и природата на посетените страни, за морските пътища и други.

## Следващи години (1806 – 1837)
След завръщането си от Първото руско околосветско плаване Лисянски е повишен в звание капитан 1-ви ранг и му е отпусната пожизнена пенсия, която за него е единственото средство за препитание, поради липсата на други доходи. Адмиралтейската колегия отказва да финансира издаването на неговата книга „Путешествие вокруг света на корабле „Нева“ в 1803 – 1806 годах“. Възмутен, той подава оставка и заминава на село. За своя собствена сметка издава книгата си в два тома през 1812, превежда я на английски и през 1814 я публикува в Англия. След една година книгата излиза и на немски език. За разлика от руснаците, английските и немските читатели я оценяват високо.
Умира на 6 март 1837 година в Петербург на 63-годишна възраст. Погребан е в Тихвинското гробище, близо до Александро-Невската лавра.

## Памет
Неговото име носят:
- залив Лисянски (57°58′ с. ш. 136°15′ з. д. / 57.966667° с. ш. 136.25° з. д.) на северозападното крайбрежие на остров Чичагов, в архипелага Александър, Аляска;
- нос Лисянски (57°09′ с. ш. 135°24′ з. д. / 57.15° с. ш. 135.4° з. д.) на западния бряг на остров Баранов, в архипелага Александър, Аляска;
- остров Лисянски (26°04′ с. ш. 173°58′ з. д. / 26.066667° с. ш. 173.966667° з. д.) в Хавайските о-ви;
- подводен връх Лисянски в Охотско море, в близост до остров Ушишир от Курилските о-ви;
- полуостров Лисянски (57°10′ с. ш. 135°23′ з. д. / 57.166667° с. ш. 135.383333° з. д.) на западното крайбрежие на остров Баранов, в архипелага Александър, Аляска;
- полуостров Лисянски (59°17′ с. ш. 146°07′ и. д. / 59.283333° с. ш. 146.116667° и. д.) на северното крайбрежие на Охотско море;
- проток Лисянски (57°56′ с. ш. 136°22′ з. д. / 57.933333° с. ш. 136.366667° з. д.) между островите Якоби на запад и Чичагов на изток, в архипелага Александър, Аляска;
- река Лисянски (устие, 57°51′ с. ш. 136°02′ з. д. / 57.85° с. ш. 136.033333° з. д.) на остров Чичагов, в архипелага Александър, Аляска, вливаща се в залива Лисянски;
- руски ледоразбивач „Юрий Лисянски“.

## Трудове
- Путешествие вокруг света на корабле „Нева“ в 1803 – 1806 годах, М., 1947.